# فرناندو آيلزاري
فرناندو آيلزاري (بالإسبانية: Fernando Elizari)‏؛ مواليد 5 أبريل 1991 في بوينس آيرس، الأرجنتين، هو لاعب كرة قدم أرجنتيني يلعب لنادي أوهيجينس كلاعب وسط. بدأ فرناندو آيلزاري مسيرته الرياضية عام 2010 مع كيلمس.

## روابط خارجية
- فرناندو آيلزاري على موقع قاعدة بيانات كرة القدم.إي يو (الإنجليزية)
- فرناندو آيلزاري على موقع Soccerway.com (الإنجليزية)